# Dave Franco
Dave Franco (født 12 juni 1985) er en amerikansk tv-og film-skuespiller. Han begyndte sin karriere med små roller i film som Superbad og Charlie St. Cloud, før hans gennembrud i den niende sæson af serien Scrubs og en understøttende rolle i 2012 - buddy-komedie 21 Jump Street. Han har også haft roller i Fright Night, Nu kan Du Se Mig, Nu kan Du Se Mig 2, Varme Kroppe, Naboer, Nerve.
Han er den yngste bror af Tom Franco og James Franco.

## Tidlige liv
Franco blev født i Palo Alto, Californien, den yngste søn af Betsy Lou (født Verne), digter, forfatter og redaktør, og Douglas Eugene Franco (1948-2011), der kørte en Silicon Valley-virksomhed; de to mødtes som studerende på Stanford University. Francos far var af portugisisk (fra Madeira) og svensk afstamning. Francos mor er fra en familie af Jødisk herkomst; hendes mødre og fædre havde ændret efternavn fra "Verovitz" til "Verne"; Dave har udtalt, at han er "stolt" af at være Jødiske. Franco ' s farmor, Marjorie (Peterson) Franco, er en offentliggjort forfatter af young adult bøger. Franco ' s mormor, Mitzie (Levine) Verne, der "ejes" af Verne Art Gallery, en fremtrædende art gallery i Cleveland, og var et "aktivt" medlem i det Nationale Råd for Jødiske Kvinder. Franco voksede op i Californien sammen med sine to ældre brødre, Tom og James.
Han studerede ved University of Southern California, og oprindeligt forestillede sig selv som en high school-lærer undervisning i kreativ skrivning, indtil hans bror, James Franco ' s manager guidede ham til et teater klassen, da han var en sophomore, hvor han startede med at lave "teater".

## Karriere
I 2006, Fik Franco sin debut på The CW dramaserien 7th Heaven. Han medvirkede i tv-shows som Ikke Forstyrrer og Unge Retfærdighed. Franco har også haft bemærkelsesværdige roller i film som Superbad, Charlie St. Cloud, 21 Jump Street, Varme Kroppe, Den Genvej, og Nu kan Du Se Mig. I Maj 2008 blev han kastet i CW teen drama tv-serie, Privilegeret. Den serie, der er centreret om en live-vejleder for to forkælede heiresses i Palm Beach. Franco blev støbt i en indledende stor tilbagevendende rolle. Serien havde premiere på September 9, 2008 og 3,1 millioner seere. Bedømmelser fortsatte med at glide hver uge med serien sjette episode nå 1837 millioner millioner seere. CW ikke forny serien for anden sæson på grund af lave seertal.[kilde mangler]